# Ибаль-пи-Эль II
Ибаль-пи-Эль II — царь Эшнунны, правил предположительно в 1779 — 1765 годах до н. э.

## Взаимоотношения с Шамши-Ададом и его сыновьями
Ибаль-пи-Эль заключил союз с царём Верхней Месопотамии Шамши-Ададом и царём Вавилона Хаммурапи, после чего три правителя осуществили совместную операцию против общего соседа, царя Малгиума (1779 год до н. э.). Группа писем, найденных в Мари, позволяет реконструировать ход военных действий. Войско царства Верхней Месопотамии спустилось по Тигру, чтобы соединиться с армией Эшнунны в Манкисуме. Коалиционные отряды вторглись в страну Малгиум, разрушив несколько городов и осадив столицу. Перед лицом превосходящих сил наступающей стороны царь Малгиума решил купить мир, отвесив колоссальный выкуп в 15 талантов (ок. 450 кг) серебра, который трое союзников поровну разделили между собой.

## Взаимоотношения с Зимри-Лимом
Смерть Шамши-Адада в 1775 году до н. э. (что отмечено в датировочной формуле Ибаль-пи-Эля) обострила политическую ситуацию в регионе. Все царства, некогда аннексированные Шамши-Ададом, увидели подходящий момент для того, чтобы вернуть независимость. Так в Мари воцарился наследник прежней династии Зимри-Лим, вышибив оттуда сына Шамши-Адада Ясмах-Адада. Быстрый «коллапс» царства Верхней Месопотамии позволил царю Эшнунны вопреки ранее заключенным договорам напасть на Ишме-Дагана I, царя Экаллатума, старшего сына и наследника Шамши-Адада. Угроза со стороны Ибаль-пи-Эля II показалась серьёзной и Хаммурапи, который направил на помощь Ишме-Дагану шеститысячное войско. Тогда царь Эшнунны обратился с предложением о союзе к Зимри-Лиму, прося его о помощи против коалиции Хаммурапи и Ишме-Дагана:

«Сделай так, чтобы победить это войско (армию Хаммурапи)! Не дай ему ускользнуть, не позволяй ему дойти до места назначения! Да не сможет он спасти Ишме-Дагана!».
Конец этого эпизода в точности нам не известен, однако долго продержаться в Экаллатуме, ограниченном областью Среднего Тигра, Ишме-Дагану было не суждено — сын великого правителя царства Верхней Месопотамии был вынужден бежать в Вавилон.
Вскоре после этого наметились трения между Эшнунной и Мари, так как встал вопрос о том, кому принадлежит область Сухум, располагавшаяся между Ханатом и Рапикумом. Царь Эшнунны полагал, что она по праву должна вернуться к нему, и предложил Зимри-Лиму возобновить союзное соглашение, которое существовало между Эшнунной и Мари в период правления его отца. Согласно его предложению, границу следовало зафиксировать в 90 км вниз по течению от Мари. Зимри-Лим отказался, отдав предпочтение связям с государствами Западной Сирии, в особенности с царём Ямхада Ярим-Лимом, который помог ему взойти на престол. С ним и был заключен политический альянс с соблюдением всех надлежащих формальностей. Мы не знаем, каким способом был урегулирован вопрос о статусе Хита и Рапикума, однако спустя три месяца весь регион был присоединён к царству Мари.
Ибаль-пи-Эль II явным образом стремился к воссозданию царства Верхней Месопотамии под своей эгидой. Осенью 1772 года до н. э. он начал наступление в районе среднего Евфрата. Сначала его армия захватила Рапикум; это событие было отмечено царём Эшнунны в названии девятого года его правления. Войска Мари покинули Рапикум и отошли вверх по течению к Яблии. Этот город они также были вынуждены оставить и уйти в Мульхан, но лишь для того чтобы вскоре уйти и из него, и, таким образом, покинуть область Нижнего Сухума.

## Наступление на Верхнюю Месопотамию
Войска Эшнунны продолжали наступать поднимаясь вверх по Евфрату к границам Мари. В Ханате был посажен союзный Эшнунне правитель. В этот момент Ибаль-пи-Эль II решил открыть второй фронт на северо-западе. Он предупредил Зимри-Лима, что его целью является завоевание Шубат-Энлиля, бывшей столицы Шамши-Адада: невозможно было более ясно заявить о стремлении восстановить царство Верхней Месопотамии. Для достижения этой цели вторая армия Эшнунны поднялась вверх по Тигру, расположившись сначала в Ашшуре, а затем в Экаллатуме. Задолго до этого вторжения Ишме-Даган покинул свою столицу, чтобы укрыться в Вавилоне. Царь Андарига Карни-Лим, не получив от Зимри-Лима помощь, на которую он рассчитывал, перешёл в лагерь Эшнунны.
Войскам Эшнунны удалось занять целый ряд городов в южных предгорьях Джебель-Синджара, а затем перейти через горы и закрепиться в Шубат-Энлиле. После взятия Шубат-Энлиля Эшнунне покорились многие цари этого региона. Тем не менее Ибаль-пи-Эль II ещё не выиграл войну: два царства к югу от Джебель-Синджара, Курда и Каттара, оставались ему враждебны.
Покинув Мари в начале весны 1771 года до н. э., Зимри-Лим расположил свою ставку в Ашлакке, где он провёл больше двух месяцев. Собрав значительное войско, он подошёл к Андаригу. Через некоторое время войско Ибаль-пи-Эля II покинуло Шубат-Энлиль и также направилось в Андариг, но не заходя туда спешно двинулось в Эшнунну. Причины этого неожиданного отступления раскрываются в письме, которое извещает Зимри-Лима о внезапном наступлении врагов (видимо, воинов царства Хальман) на восточную часть территории Эшнунны. Осенью 1771 года до н. э. Зимри-Лим осадил Андариг и успешно довёл эту операцию до конца.
Однако и в царстве Зимри-Лима не было всё спокойно. Скотоводческие племена Бин-яминитов по-прежнему продолжали тревожить Мари с запада. Сразу же после победы Зимри-Лима в Андариге они решили опустошить долину Евфрата. Не приходится сомневаться, что именно по этой причине царь Мари был вынужден спешно покинуть район Джебель-Синджара и вернуться в свою столицу. Его союзникам эти обстоятельства были неведомы или казались недостаточно вескими: действия Зимри-Лима вызвали у них крайнее недовольство и даже подозрения, что он тайно заключил мир с Эшнунной и Андаригом.

## Мир с Мари
Позднее армия Эшнунны была вынуждена отступить и из Сухума на среднем Евфрате. Тотчас же между Мари и Вавилоном возник спор по поводу границы между царствами. Непреклонность Хаммурапи в этом вопросе заставила Зимри-Лима примириться со своими старыми врагами. Зимри-Лим отправил к Ибаль-пи-Элю II посла вместе со «своими богами» (по-видимому, истуканами богов) для принесения клятвы. Через некоторое время посланник вернулся в Мари вместе с эмиссарами царя Эшнунны и его «богами». Зимри-Лим согласился принять условия соглашения предложенного ему Ибаль-пи-Элем II. Текст договора частично дошёл до нас. С одной стороны, царь Мари признавал верховенство царя Эшнунны, которого он должен был теперь называть «отцом», с другой — Эшнунна отказывалась от своих территориальных амбиций как в Сухуме, так и в районе Джебель-Синджара. В Сухуме вакуум, создавшийся после ухода Эшнунны, был заполнен Вавилоном и Мари: Хаммурапи занял Рапикум, а Зимри-Лим забрал себе Яблию, Харбе и Хит.

## Наступление Элама
По не вполне ясной причине правитель Элама решил напасть на Эшнунну. Являясь гегемоном в регионе, он потребовал помощи от своих месопотамских союзников. Хаммурапи не заставил себя долго упрашивать. Зимри-Лим также присоединился к этой коалиции, несмотря на договор, который он заключил с Ибаль-пи-Элем II. Город Эшнунна был осаждён и, в конце концов, пал весной 1765 года до н. э. Правитель Элама расположился в нём. Он взял под контроль армию Эшнунны, которая отныне стала действовать совместно с войском эламитов. Расчленение державы Эшнунны повлекло за собой определённые территориальные изменения. Хаммурапи извлёк из этого выгоду, вернув себе расположенные на берегу Тигра города Манкисум и Упи, некогда завоёванные его дедом Апиль-Сином, но впоследствии аннексированные Эшнунной. Вероятно, что именно тогда Ишме-Даган, находившийся в течение многих лет в изгнании в Вавилоне, вернул себе царство Экаллатум.
Все эти бурные события, видимо, привели к низложению и смерти Ибаль-пи-Эля II.

## Список датировочных формул Ибаль-пи-Эля II
|                             | |
| 1 год 1779 / 1778 до н. э.  | Год, когда Ибаль-пи-Эль [стал] царём mu i-ba-al-pi-el lugal |
| 2 год 1778 / 1777 до н. э.  | Год золотой колесницы для Ишкура (Адада) mu giszgigir ku3-sig17 diszkur |
| 3 год 1777 / 1776 до н. э.  | a Год когда ворота храма mu abul ki-ku-ri-im b Год, когда Ибаль-пи-Эль построил ворота для храма Greegus 32 46 mu abul ki-kur i-ba-al-pi-el i-pu-szu c Год, когда [Ибаль-пи-Эль построил] ворота для храма mu abul ki-ku-ur-ri-im / ki-kur-ri-im |
| 4 год 1776 / 1775 до н. э.  | Год, когда земли Махазум [были разрушены] mu ma-at ma-ha-zi / ma-ha-zum |
| 5 год 1775 / 1774 до н. э.  | Год, когда Шамши-Адад умер mu dutuszi-dadad ba-ug7 |
| 6 год 1774 / 1773 до н. э.  | a Год, когда [стены] любимого храма Эсикил [были построены] mu e2-sikil ki-ag2 b Год, когда стены [храма] Эсикил были построены OIP 43 182 mu bad3 e2-sikil ba-du3 |
| 7 год 1773 / 1772 до н. э.  | a Год, когда он привёз золотую статую во дворец Greegus 23 n. 2 mu alan ku3-sig17 a-na e2-gal-lim i-ru-bu b Год, когда [он принёс во дворец] золотую статую, представляющую его стоящим / статую вместе с пьедесталом mu alan ki-gub ku3-sig17 c Год, когда величайшая? золотая статуя для святилища Тишпака была сделана Baqir 16 mu alan sag ku3-sig17 zag dtiszpak ba-dim2       |
| 8 год 1772 / 1771 до н. э.  | a Год, когда [Ибаль-пи-Эль] построил храм Энлиля [называемый] также домом суда mu e2 sa2-gar-ra-ni e2-den-lil2 mu-un-na-du2 b Год, когда Ибаль-пи-Эль построил храм Энлиля и сделал золотую статую Greengus, 26 n.19 mu e2-den-lil2 u3 a-lam / a-lum ku3-sig17 i-ba-al-pi-el ba-dim2 c Год, когда [Ибаль-пи-Эль построил] храм Энлиля Greengus, IszЌali 25 n. 19 mu e2-den-lil2-la2 |
| 9 год 1771 / 1770 до н. э.  | Год, когда Рапикум был разрушен mu ra-pi2-qum ba-gul |
| 10 год 1770 / 1769 до н. э. | a Год, когда войска Субарту и Ханы были побеждены mu eren2 su-bir4ki u3 ha-naki / he2-naki ba-sig3 b Год, когда Ибаль-пи-Эль принял войско земли Субарту Greegus 29 n. 25 mu eren2-na ma-at szu-bar-tim i-ba-al-pi-el i-ha-zu |
| 11 год 1769 / 1768 до н. э. | a Год, когда [он преподнёс] повозку сделанную из серебра и золота в храм [ Ниназу ] mu giszmar-gid2-da ku3-sig17 ku3-babbar e2-[dnin-a-zu ba-an-ku4] b Год, когда он преподнёс повозку сделанную из серебра и золота в храм Ниназу mu giszmar-gid2-da ku3-sig17 ku3-babbar e2-dnin-a-zu ba-an-ku4                                                                                   |
| 12 год 1768 / 1767 до н. э. | a Год, когда Ибаль-пи-Эль построил храм Иштар Greengus, IszЌali 26 n. 21 mu e2-esz4-tar2 i-ba-al-pi-el i-pu-szu b Год, когда храм Иштар был построен mu e2-desz4-tar2 ba-dim2 c Год, когда храма Инанны был построен Greengus 27 22 mu e2-dinanna ba-du3 |
| a                           | Год, когда наследник женился на дочери Хаб… Greengus 34 56 mu ru-bu-um dumu-munus ha-ab-x-x i-hu-zu |

| Династия Эшнунны       |                                                             |                     |
| Предшественник: Дадуша | царь Эшнунны ок. 1769 — 1764 до н. э. (правил около 14 лет) | Преемник: Цилли-Син |